# Aladin
Aladin, scris și Aladdin (în arabă: علاء الدين) este personajul principal al basmului Aladin și lampa fermecată, care face parte din antologia O mie și una de nopți.
Conform povestirii orientale, era posesorul unei lămpi fermecate care avea puterea să-i îndeplinească orice dorință.

## Povestea
Aladin, un tânăr sărac, este solicitat de un negustor pentru găsirea unei lămpi de ulei ascunsă într-o peșteră împreună cu diverse comori.
Observă din întâmplare că lampa deține puteri magice și cu ajutorul acesteia devine un om bogat.
Mai târziu se îndrăgostește de Iasmina, fiica sultanului, cu care se căsătorește.
Negustorul, care încă mai dorea să reintre în posesia lămpii, profită de ignoranța soției lui Aladin și îi schimbă lampa fermecată cu o alta oarecare.
După mai multe peripeții, ajutat și de un inel fermecat, Aladin reușește să o recupereze.